# Eine florentinische Tragödie
Eine florentinische Tragödie (Una tragèdia florentina) és una òpera en un acte d'Alexander Zemlinsky sobre un llibret adaptat pel mateix compositor d'una traducció a l'alemany basada en l'obra A Florentine Tragedy d'Oscar Wilde. Va ser estrenada el 30 de gener de 1917 al Hoftheater de Stuttgart. Per la seva curta durada, normalment s'interpreta amb una altra òpera en un acte, sovint amb la seva òpera posterior Der Zwerg.

## Representacions
Eine florentinische Tragödie es va estrenar a la Staatsoper de Stuttgart el 30 de gener de 1917 sota la direcció de Max von Schillings. Va ser un èxit apoteòsic, repetit el mateix any a Praga, Viena i Graz; però no va tenir una gran repercussió internacional, en plena Primera Guerra Mundial. L'última producció durant la vida de Zemlinsky va ser a Brno el 1928. L'obra té una durada de menys d'una hora i generalment es vincula amb una altra obra quan es realitza.

## Argument
Lloc: residència de Simone a Florència
Temps: segle XVI
Un ric comerciant de teixits florentí, Simone, torna a casa després d'estar absent durant algunes setmanes. En arribar, troba a la seva esposa Bianca en companyia d'un home que es presenta com el Príncep Guido Bardi, fill del monarca de Florència. Una mica cohibit, Simone pregunta al seu il·lustre hoste si està sent ben atès per la seva esposa, al que el Príncep, molt segur de si mateix, respon que Bianca l'ha atès tan perfectament que espera poder tornar a visitar-la la propera vegada que Guido s'absenti.
Simone, més calmat, dona per fet que Guido ha anat a casa, no com a amic, sinó com a client i tot seguit li mostra una magnífica tela de Damasc. El Príncep li contesta que l'endemà al matí enviarà a un criat per la tela i que pagarà per ella el doble del seu preu. Simone li mostra llavors una túnica veneciana i el Príncep, no només la compra per molt més del que val, sinó que es compromet a comprar totes les mercaderies que Simone posseeixi. Simone, amb doble sentit, li diu amablement a Guido que, des d'aquesta nit, tot el que hi ha a casa li pertany i que no li negarà res del que li demani. El Príncep li pregunta què passaria si li demanés a Bianca, al que Simone, controlant la seva còlera, li respon que ella no és digna d'un Príncep, ja que només serveix per a les tasques domèstiques.
A continuació, Simone pregunta a Guido la seva opinió sobre diversos assumptes de la política ducal: les relacions amb França, amb el papat, els aranzels duaners ... i a tot això Guido respon que no li interessa gens ni mica. Simone, cada vegada més acalorat, pregunta llavors si tot l'interès de Guido es redueix a les quatre parets d'aquesta habitació i als tres personatges que hi ha en ella. Bianca intenta disculpar les males maneres del seu marit i li diu a Guido que li agradaria que Simone fos mort.
El comerciant veu en un racó un llaüt propietat del Príncep i li demana a aquest que toqui, al que Guido es nega al·legant que la bella veu de Bianca ja ha estat suficient plaer per aquesta nit. La situació entre els tres personatges, a poc a poc, va fent-se més tensa. Simone, llavors, ordena a la seva esposa que porti una ampolla de vi per celebrar la visita de tan honorable hoste. Guido comença a inquietar-se. Simone, en servir les copes, vessa unes gotes de vi sobre les estovalles i comenta que quan el vi s'aboca és senyal que de la mateixa manera s'abocarà sang; a continuació abandona l'habitació.
El Príncep, fart de la tensió, pren la seva espasa i s'acomiada amb un petó apassionat de Bianca. Apareix Simone i en assabentar-se que Guido se'n va, ordena a Bianca que busqui un llum d'oli per il·luminar el camí de retorn del Príncep. A continuació Simone, mirant descaradament al Príncep, li diu que ell, tot i ser plebeu, també posseeix una vella espasa que en una ocasió li va servir per tallar en coll a un lladre que va intentar robar-li un cavall; ja que a ell, l'únic que el treu de polleguera és que algú intenti treure-li alguna cosa seva per insignificant que sigui. El comerciant, com fent broma, proposa al Príncep comprovar quina de les dues espases està millor temperada i proposa un duel. Bianca, ja sense dissimular, diu a Guido que mati al seu espòs. Els dos homes es baten, al principi com de broma, després de debò. El comerciant, desarmant al Príncep, el llança a terra i sense atendre les seves súpliques l'escanya.
Al costat del cadàver de Guido, Bianca abraça sensualment al seu espòs mentre li pregunta: Per què no m'havies dit mai que erets tan fort? ... Al que aquest, besant-la, li respon: I per què mai m'havies dit que erets tan bella?.